# Reinos luvio-arameos
Los reinos luvitas, reinos luvio-arameos o reinos sirio-hititas, (conocidos según la historiografía tradicional como neohititas) fueron un conjunto de estados, surgidos después de la caída del imperio hitita en el 1200 a. C., que adquirieron importancia desde el año 1000 a. C. en adelante. Su hegemonía duró un par de siglos, luego fueron conquistados por Asiria a fines del siglo VIII a. C., jugando un papel muy importante en el Cercano Oriente ya que ayudaron a otros reinos como Egipto, Israel, los reinos de la Transjordania como Moab y Amón, las ciudades de los fenicios etc., a conservar su autonomía de Asiria durante unos siglos.

## Historia
Los reinos luvio-arameos aparecen como consecuencia del colapso de los imperios hitita y mitanio, durante la gran crisis durante la transición de la Edad de Bronce Mediterránea a la Edad de Hierro en el Mediterráneo oriental. Durante ese período aparecieron los llamados pueblos del mar, un calificativo impreciso para diversos grupos que realizaron incursiones militares en el Mediterráneo oriental.

## Lista de Reinos luvio-arameos
Los estados luvio-arameos pueden ser divididos en dos grupos: un grupo al norte donde luvitas con fuerte tradición hitita tenían el poder y un grupo al sur de arameos que llegaron al poder en torno al año 1000 ac. Aunque estos estados son considerados como algo unificado, son pensados como conjuntos realmente no unidos, incluso como reinos separados.
El grupo norte incluye:
- Tabal o Tubal. Puede haber incluido un grupo de ciudades-estado llamadas Tyanitis (Tuwana, Tunna, Hupisna, Shinukhtu, Ishtunda)
- Kammanu (con Melid)
- Hilakku
- Quwê (con una fortaleza en la moderna Karatepe)
- Gurgum
- Kummuh
- Karkemish

El grupo arameo del sur incluye:
- Bit Gabbari (con Sam'al)
- Bit Zamuni ( reino fronterizo con Bit-Adini )
- Bit Adini (con la ciudad de  Til Barsip)
- Bit-Bahiani (con Guzana). Identificado con la región de Gozán, donde fueron deportados los israelitas después de la toma de Samaria por Sargón II de Asiria (722 a. C.) [ 2 Reyes 17:6 ].
- Pattin (también Pattina or Unqi) (con la ciudad de Kinalua, tal vez la moderna Tell Tayinat[3])
- Ain Dara, un centro religioso
- Bit Agusi (con las ciudades de Arpad, Nampigi y, después, Aleppo)
- Hatarikka-Luhuti (la ciudad capital de lo que primeramente fue  Aleppo, y después Hatarikka)
- Hamath

## Orígenes y auge
Luego de la crisis del 1200 a. C., un siglo después, comienzan a formarse unos pequeños estados, los sucesores de los hititas, los luvitas. Pero la formación de los estados no fue de un día para el otro. Cabe destacar que el período comprendido entre el 1200 y el 1000 a. C. forma parte de la edad oscura.
Se ha especulado en que reinos luvio-arameos forman parte de la civilización egea o, en plural, civilizaciones egeas, que son denominaciones historiográficas para la designación de un grupo de civilizaciones prehelénicas junto con las civilizaciones cicládica (en torno a las islas Cícladas), minoica (isla de Creta) y micénica (Grecia continental europea -particularmente el Peloponeso-).
Durante esa etapa, se van formando los estados que, desde la invasión de los pueblos del mar, tenían una vida bastante agraria.
Los reinos luvitas/luvio-arameos fueron: SAM´al, Gurgum, Malatya, Tabal, Patina (ciudad), Karkemish, Kummumukh y Que. Su cultura es relativamente igual a la de los hititas. Cabe añadir una diferencia entre los estados situados al norte y al sur de la línea formada por el Amanus y el Antitaurus al norte de dicha línea, hasta más allá del Taurus (hasta el Halys y los lagos salados, donde empieza el territorio frigio), ya antes del fin del imperio, la región está ocupada por una población de base luvita, con algunas "infiltraciones" hurritas. Al sur de la línea Amanus-Antitaurus la población es de base semítica.
Limitaban al sur con los arameos, al noroeste con los frigios, separado en el este por el Éufrates del territorio asirio, también del urarteo, en el extremo norte.
El rey urarteo Sardur II consigue el vasallaje de Malatya, Kummumukh, Karkemish y Musasir. Rusa I logra incorporar Tabal a su reino. Hacia el año 853 a. C. los neohititas conforman una coalición formada por Damasco, Amón, Hamath, las ciudades fenicias, Israel y los estados arameos contra Asiria en la batalla de Qarqar.
El camino del Levante Mediterráneo está abierto para Asiria: Sargón II conquista Karkemish (717), Tabal y Hilakku (713), Quwê (si es que ya no se había conquistado), Malatya (712), Gurgum (711) y Kummukh (708), después de que los frigios se negaran a pagarle tributo. También en el 714 a. C. ataca a sus aliados urarteos, provocando el suicidio de Rusa I. El rey Midas de Frigia apoyó a los estados más cercanos a él, utilizándolos como frontera con la avasallante Asiria, para evitar la conquista de su reino. La llegada de los cimerios pondría fin al reino frigio. Pero los cimerios serán quienes mantengan independientes a (Tabal, Quwê y Hillakku). Los asirios ya no se expanden, pero, aunque continúen algunos reinos neohititas independientes, ya habían dejado de tener relevancia desde el año 700 a. C.

## Economía
En el arco montañoso del norte de Siria se explotan yacimientos de hierro, la principal materia prima de intercambio entre pueblos durante esa época de la edad de hierro.
Recibieron apoyo de los reinos vecinos (Frigia y Urartu) y también de los reinos arameos, en su lucha eterna contra una poderosa Asiria, dispuesta a controlar todo.

## Cultura
La prosperidad de las ciudades luvitas se sitúa entre el 1000 a. C. y el 700 a. C. La sede urbanística típica de una ciudad luvita es la ciudadela, muy bien defendida, pero de pocas dimensiones. Se cree que los palacios dirigían las actividades artesanales y comerciales, mientras que el templo se encargaba de las actividades agrícolas, tal cual como se hacía hace siglos atrás.

## Lengua y escritura
En estos reinos luvitas se hablaban, el idioma luvita y en los situados más al sur arameo. El luvita es una lengua próxima a la de los hititas; una lengua indoeuropea de la rama anatolia sin ningún parentesco con las lenguas semitas del Próximo Oriente. Gradualmente en toda la región el luvita cayó progresivamente en desuso y fue sustituido por el arameo, por esa razón los persas seguirían usando el arameo como lengua administrativa, debido a la difusión que esta lengua alcanzó en la parte occidental de su imperio. En la región también se habló urarteo, lengua relacionada con el hurrita hablado en el imperio Mitani.
En cuanto al tipo de escritura utilizada, para el luvita fue la escritura "hitita jeroglífica" que ya se usaba en el siglo XV (durante el reino medio hitita). También se popularizó el uso de estructuras monumentales y estelas, muy bien conservadas hasta nuestros días, que nos ayudan a reconstruir y darnos una idea de su lengua, escritura, pensamientos y cultura propiamente dicha.
En 2007 la Expedición Neubauer del Instituto Oriental de la Universidad de Chicago halló en Zincirli una estela, la Estela de Kuttamuwa. Para el arameo se usó un alfabeto arameo basado en la escritura sinaítica que con el tiempo se adaptó al hebreo, al griego y a numerosas escrituras de Asia Meridional y Oriente Próximo.

## Religión
Las divinidades principales de los reinos luvitas eran Tashmah, dios de la tempestad y de los fenómenos climatológicos y de la fertilidad agraria, interpretado como una adaptación del dios hitita Teshub, y Kubaba, divinidad relacionada con el concepto de la diosa-madre y cultos de la fertilidad. La cuestión religiosa se plantea en dos cuerpos del clero, masculino y femenino, en tanto el rey como la reina ejercen cargos se sumo-sacerdote o gran sacerdotisa. Como otros reinos del Próximo Oriente, era vital adivinar y predecir el futuro y explicar las causas de los hechos acontecidos para eso realizaban prácticas de hepatoscopia, que consistía en el estudio de las viseras de víctimas animales, y de avispicina analizando el vuelo de las aves, costumbres relacionadas con el género femenino.